# David Oshinsky
David Oshinsky (ur. 1944) – amerykański historyk.
Urodził się w 1944. Ukończył studia na Cornell University. W 1971 uzyskał doktorat na Brandeis University. Profesor na University of Texas at Austin.
W 2006 za książkę Polio: An American Story zdobył Nagrodę Pulitzera w dziedzinie historii. W 2010 zdobył Cartwright Prize, przyznaną przez Columbia University Medical Center za badania nad historią polio.

## Książki
- Oshinsky, David M. (1976). Senator Joseph McCarthy and the American Labor Movement. University of Missouri Press. ISBN 0-8262-0188-1.
- Oshinsky, David M. (1983). A Conspiracy So Immense: The World of Joe McCarthy. New York: The Free Press. ISBN 0-02-923490-5.
- Oshinsky, David M.; Horn, Daniel; McCormic, Richard Patrick (1989). The Case of the Nazi Professor. Rutgers University Press. ISBN 0-8135-1427-4.
- Oshinsky, David M. (1997). Worse than Slavery: Parchman Farm and the Ordeal of Jim Crow. Free Press. ISBN 0-684-83095-7.
- Ayers, Edward L.; Gould. Lewis L.; Oshinsky, David M.; Soderlund, Jean R. (1999). American Passages: A History of the American People, Volume I. Wadsworth Publishing Company. ISBN 0-03-072573-9.
- Ayers, Edward L.; Gould. Lewis L.; Oshinsky, David M.; Soderlund, Jean R. (1999). American Passages: A History of the American People, Volume II. Wadsworth Publishing Company. ISBN 0-03-072574-7.
- Oshinsky, David M. (2005). Polio: An American Story. Oxford University Press, USA. ISBN 0-19-515294-8.
- Oshinsky, David M. (2005) [1983]. A Conspiracy So Immense: The World of Joe McCarthy. Oxford University Press. ISBN 0-19-515424-X.
- Oshinsky, David M. (2010). Capital Punishment on Trial: Furman v. Georgia and the Death Penalty in Modern America.
- Oshinsky, David M. (2016). Bellevue: Three Centuries of Medicine and Mayhem at America's Most Storied Hospital. ISBN 978-0385523363.